# Brechmorhoga rapax
Brechmorhoga rapax – gatunek ważki z rodziny ważkowatych (Libellulidae). Występuje na terenie Ameryki Południowej i Ameryki Środkowej.